# Stazione di Casalecchio Garibaldi
Stazione di Casalecchio Garibaldi vasútállomás Olaszországban, Casalecchio di Reno településen.

## Vasútvonalak
Az állomást az alábbi vasútvonalak érintik:
- Porrettana-vasútvonal
- Casalecchio–Vignola-vasútvonal

## Kapcsolódó állomások
A vasútállomáshoz az alábbi állomások vannak a legközelebb:
- Stazione di Casteldebole (Stazione di Bologna Centrale, Porrettana-vasútvonal)
- Stazione di Casalecchio di Reno (Stazione di Pistoia, Porrettana-vasútvonal)
- Stazione di Ceretolo (Stazione di Vignola, Casalecchio–Vignola-vasútvonal)